# Nina Marković
Nina Marković es una física croata-estadounidense.  Su trabajo se centra en el transporte cuántico en sistemas de baja dimensión, superconductividad, nanoestructuras y computación cuántica. Recibió una beca de investigación Sloan en 2004.  Trabajó en la Universidad Técnica de Delft, en la Universidad de Harvard y en la Universidad Johns Hopkins antes de unirse al Departamento de Física y Astronomía de Goucher College en 2015. 

## Educación
En 1993, obtuvo una Licenciatura en Ciencias en Física de la Universidad de Zagreb. En la Universidad de Minnesota en 1998, obtuvo un doctorado en física. Completó su tesis titulada Propiedades de transporte y transiciones de fase cuántica en películas de metales ultrafinas y recibió el Premio Aneesur Rahman a la mejor tesis. Entre 1998 y 2000, realizó una investigación postdoctoral en la Universidad de Técnica de Delft con Herre van der Zant y Hans Mooij. Fue becaria postdoctoral en la Universidad de Harvard, donde realizó una investigación con Michael Tinkham desde 2000 hasta 2002.

## Carrera
Se unió a la facultad en la Universidad Johns Hopkins como profesora asistente de física y astronomía en 2003.  Fue galardonada con una beca de investigación Sloan en 2004.  En agosto de 2004, recibió un premio de $ 99,999 de la National Science Foundation para realizar un estudio sobre el entrelazamiento cuántico de electrones. Ganó un Premio CAREER de la Fundación Nacional de Ciencia de $ 500,000 para realizar una investigación sobre propiedades eléctricas en materiales a escala nanométrica en 2006. Fue ascendida a profesora asociada en Johns Hopkins en 2009. En agosto de 2011, recibió $ 360,000 de la Fundación Nacional para la Ciencia (FNC) para llevar a cabo un estudio sobre el control de espín en puntos cuánticos unidimensionales. En el otoño de 2015, se unió al Departamento de Física y Astronomía de Goucher College como profesora asociada. En agosto de 2015, recibió $ 430,371 de FNC para realizar un estudio sobre Diseño de materia cuántica con nanocables superconductores.
Es miembro de la American Physical Society y miembro de Materials Research Society .